# Нінхурсаг
Нінхурсаг або Нінмах (від шумер. 𒀭𒎏𒄯𒊕 dnin-.ḫur.saŋ, «пані священної гори»), також відома як Кі, Дамгалнуна, Дамкіна та Нінхарсаг — в ассирійській та вавилонській міфології богиня-мати, персоніфікація землі та дружина бога Енкі. Її основні асоціації пов'язані з горами, землею, родючістю, народженням, а також дикими та одомашненими тваринами. Її часто зображують як акушерку та божественну захисницю життя. Також з Нінхурсаг був спочатку невід'ємно пов'язаний верховний бог неба Ану, з яким вона породила бога повітря — Енліля, який відділив небо від землі.

## Походження імені
Найпоширеніше ім'я богині, Нінхурсаг (𒀭𒎏𒄯𒊕), безпосередньо перекладається з шумерської як «пані священної гори». Термін складається з: 𒀭 – не читається, детермінатив на позначення божества; 𒎏 – nin, «пані» або «володарка»; та 𒄯𒊕 – ḫur.saŋ, «передгір'я» або «священна гора». Це ім'я, можливо, є прямим посиланням на її храм, Екур, що означає «Дім гірських глибин», розташований в Еріду.
Вважається, що початковою формою імені було Нінмах (𒀭𒎏𒈤), тобто «велична пані» або «піднесена володарка». Наприклад, у шумерському міфі Lugale, або який також відомий як «Подвиги Нінурти», Нінурта звертається до своєї матері як Нінмах, але згодом дає їй нове ім'я – Нінхурсаг, щоб таким чином увічнити створення гір.
Вона також відома під іменами Дамгалнуна або Дамкіна. Ім'я Дамгалнуна перекладається як «велика дружина принца», причому «принц» неявно відноситься до Енкі. Клинописний знак 𒉣 у її імені конкретно відображає її зв'язок з містом Еріду, бо знак іноді використовувався на позначення цього міста.
Широкий архетип «богині-матері», з яким Нінхурсаг часто синкретизується, мав численні епітети. До них належать šassūru (Шассуру; «богиня утроби»), ţābsūt ilī  (Табсут ілі; «акушерка богів»), «мати всіх дітей» та «мати богів». Інші імена, часто пов'язані з богинею-матір'ю або вважаються її альтернативними формами, включають Нінту («володарка народження» або «цариця (пологової) хатини»), Мамма/Мамі, Аруру та Белет-Ілі (аккадською «цариця богів»). В деяких текстах зустрічаються імена Дігірмах та Нінтур, хоча є тексти, де це різні божества.

## Міфологія
Хоча коло обов'язків цієї богині не було чітко окреслено, і її культ у пізніші періоди історії Шумеру не мав широкого розповсюдження, в глибоку давнину царі й правителі називали її своєю матір'ю. Нінхурсаг, яка виступала під різними іменами — Нінту («пані, що дала життя»), Нінмах («висока пані») та іншими, — в найдавніших списках богів стоїть попереду Енкі. Мабуть, ця богиня спочатку звалася Кі (земля) і вважалася дружиною Ану (неба), вона була найдавнішим уособленням «богині-матері», прародительки всіх живих істот, покровителькою родючості й врожаїв. Вона — мати богів, і її риси виявляються в багатьох божествах жіночої статі. Нінхурсаг відіграє також надзвичайно важливу роль у створенні людини. Пізніше її культ був витіснений культом Інанни.